# جان سيدينو
جان سيدينو (بالإسبانية: Jean Carlos Cedeño)‏ هو لاعب كرة قدم بنمي في مركز الدفاع، ولد في 7 سبتمبر 1985 في بنما. شارك مع منتخب بنما لكرة القدم. أما مع النوادي، فقد لعب مع نادي ديبورتيفو أراب يونيدو.

## وصلات خارجية
- جان سيدينو على موقع إي إس بي إن إف سي (الإنجليزية)
- جان سيدينو على موقع قاعدة بيانات كرة القدم.إي يو (الإنجليزية)
- جان سيدينو على موقع ناشيونال فوتبول تيمز (الإنجليزية)
- جان سيدينو على موقع Soccerway.com (الإنجليزية)